# 立冬
- 立春
- 雨水
- 惊蛰
- 春分
- 清明
- 谷雨
- 立夏
- 小满
- 芒种
- 夏至
- 小暑
- 大暑
- 立秋
- 处暑
- 白露
- 秋分
- 寒露
- 霜降
- 立冬
- 小雪
- 大雪
- 冬至
- 小寒
- 大寒

| 歲   | 開始             | 結束             |
| ---- | ---------------- | ---------------- |
| 辛巳 | 2001-11-07 08:36 | 2001-11-22 06:00 |
| 壬午 | 2002-11-07 14:21 | 2002-11-22 11:53 |
| 癸未 | 2003-11-07 20:13 | 2003-11-22 17:43 |
| 甲申 | 2004-11-07 01:58 | 2004-11-21 23:21 |
| 乙酉 | 2005-11-07 07:42 | 2005-11-22 05:14 |
| 丙戌 | 2006-11-07 13:34 | 2006-11-22 11:01 |
| 丁亥 | 2007-11-07 19:24 | 2007-11-22 16:49 |
| 戊子 | 2008-11-07 01:10 | 2008-11-21 22:44 |
| 己丑 | 2009-11-07 06:56 | 2009-11-22 04:22 |
| 庚寅 | 2010-11-07 12:42 | 2010-11-22 10:14 |
| 辛卯 | 2011-11-07 18:34 | 2011-11-22 16:07 |
| 壬辰 | 2012-11-07 00:25 | 2012-11-21 21:50 |
| 癸巳 | 2013-11-07 06:13 | 2013-11-22 03:48 |
| 甲午 | 2014-11-07 12:06 | 2014-11-22 09:38 |
| 乙未 | 2015-11-07 17:58 | 2015-11-22 15:25 |
| 丙申 | 2016-11-06 23:47 | 2016-11-21 21:22 |
| 丁酉 | 2017-11-07 05:37 | 2017-11-22 03:04 |
| 戊戌 | 2018-11-07 11:31 | 2018-11-22 09:01 |
| 己亥 | 2019-11-07 17:24 | 2019-11-22 14:58 |
| 庚子 | 2020-11-06 23:13 | 2020-11-21 20:39 |
| 辛丑 | 2021-11-07 04:58 | 2021-11-22 02:33 |
| 壬寅 | 2022-11-07 10:45 | 2022-11-22 08:20 |
| 癸卯 | 2023-11-07 16:35 | 2023-11-22 14:02 |
| 甲辰 | 2024-11-06 22:20 | 2024-11-21 19:57 |

數據來源：噴氣推進實驗室線上曆書系統
立冬，是二十四节气之一，每年在11月6-8日之间，斗指，即太阳位于黄经225°。立，建始也，表示冬季自此开始。冬是终了的意思，万物收藏也，意思是说秋季農作物全部收晒完毕，收藏入库，动物也已藏起来准备冬眠。中国又把立冬作为冬季的开始。
立冬节气，高空西风急流在亚洲南部地区已完全建立。此时高空西风南支波动的强弱和东移，对江淮地区降水天气影响很大。当亚洲区域成纬向环流，西风南支波动偏强时，会出现大范围阴雨天气。此外，纬向环流结束和经向环流也會建立，並有寒潮和大幅度降温。
立冬前后，中国大部分地区降水显著减少。东北地区大地封冻，农林作物进入越冬期。江淮地区的「三秋」已接近尾声，江南則需抢种晚茬冬麦，趕紧移栽油菜，南部則是种麦的最佳时期。另外，立冬后空气一般渐趋干燥，土壤含水较少，此時開始注重林区的防火工作。

## 物候
- 一候水始冰：水面初疑，未至於堅也。
- 二候地始凍：土氣凝寒，未至於坼。
- 三候雉入大水為蜃。

雉，野雞；鄭康成、《淮南子》高誘俱注蜃為大蛤，《玉篇》亦曰：蜃，大蛤也。《墨子》又曰：蚌，一名蜃蚌，非蛤類乎？《禮記》之注曰：蛟屬。《埤雅》又以蚌蜃各釋，似非蛤類。然按《本草》車螯之條曰：「車螯是大蛤，一名蜃，能吐氣為樓台，又嘗聞海中蜃氣成樓垣。」《章龜經》曰：蜃大者如車輪，島嶼、月間吐氣成樓，與蛟龍同也。則知此為蛤明矣。況《爾雅翼》引《周禮》諸家辯蜃為蛤甚明。《禮記》之注，以謂雉由於蛇化之說，故以雉子為蜃。《埤雅》既曰似蛇而大，腰下盡逆鱗，知之悉矣。然復疑之，一曰狀似螭龍，有耳有角，則亦聞而識之。不若《本草》、《章龜經》為是即一物耳。大水，淮也。《晉語》曰：雉入於淮為蜃。
三候“雉入大水为蜃”中的雉即指野鸡一类的大鸟，蜃为大蛤，立冬后，野鸡一类的大鸟便不多见了，而海边却可以看到外壳与野鸡的线条及颜色相似的大蛤。所以古人认为雉到立冬后便变成大蛤了。

## 气候特点

### 南風漸弱 北風增強
立冬期间的华南地區（海南島南部除外），即便寒潮扫过，气温会迅速回升（但總體上氣溫會逐漸加速下降），晴朗乾燥无风之时，常有“十月小阳春，无风暖融融”之说，但基本上日間已經不會再炎熱，晚上更是涼爽舒適。这里往往12月才会正式进入冬季。
华南南部、台湾以及海南岛北部等地区，雖然11月尚未进入冬季，但由於已進入深秋時份，因此11月的气温也不會很高，日間最高氣温一般都在29℃以下；晚間一般會降至20°C左右或更低，而且天氣非常乾燥少雨。此外，也不排除受强冷空气的影响，出现强烈降温的情况，令天氣變得寒冷甚至嚴寒。近年因全球暖化現象下，北極的冷空氣不時受大氣阻塞影響，西風帶能覆蓋更低緯度，能使強冷空氣更易大舉南下，南方地區出现強冷空氣機會有所增加。

### 气温下降 变化明显
华北以北初雪，当有强冷空气影响时，江南也会下雪。随着冷空气的加强，气温下降的趋势加快。全国各地降水量明显减少。高原雪山上的雪已不再融化。

### 南北方温差
立冬之后南北温差更加拉大。青藏高原大部、内蒙古和黑龙江的北部地区，平均温度已达-10℃左右。最北部的漠河和最南部海南省的海口，两者的温差可达30℃-50℃之多。

## 节气养生
人有補冬的習慣，冬令進補，來年打虎，立冬時特重食補，用以補充元氣，抵禦冬天的寒冷。對於农耕社会來說，人们一年來的辛苦勞作，立冬这一天要休息一下，用以犒赏一家人一年来的辛勞。
台灣各種藥膳補湯如麻油雞、薑母鴨、羊肉爐、四物湯、四君子湯、八珍湯、十全大補湯、藥燉排骨湯、小米粥等。

## 延伸阅读
[在维基数据编辑]
 《欽定古今圖書集成·曆象彙編·歲功典·立冬部》，出自陈梦雷《古今圖書集成》